# Euphorbia ocellata
Euphorbia ocellata es una especie fanerógama perteneciente a la familia de las euforbiáceas. Es nativa del oeste de Estados Unidos.

## Descripción
Es una pequeña hierba anual con pares de oblongas hojas en forma de lanza, cada hoja de hasta alrededor de 1,5 centímetros de largo.  La inflorescencia es un ciatio de sólo 2 milímetros de ancho.  Se compone de pétalos como apéndices de flores en torno a la real, cada una con una ronda de nectarios en su base.  Las flores se componen de una flor femenina rodeada por  hasta 60 flores masculinas.  El fruto es una lobulada cápsula esférica de menos de 3 milímetros de ancho.

## Taxonomía
Euphorbia ocellata fue descrita por Durand & Hilg. y publicado en Plantae Heermanniae 46. 1854.
Etimología
Euphorbia: nombre genérico que deriva del médico griego del rey Juba II de Mauritania (52 a 50 a. C. - 23), Euphorbus, en su honor – o en alusión a su gran vientre –  ya que usaba médicamente Euphorbia resinifera. En 1753 Carlos Linneo asignó el nombre a todo el género.
ocellata: epíteto latino que significa "como un pequeño ojo"
Variedades
- Euphorbia ocellata ssp. arenicola (Parisch) Oudejans 1989
- Euphorbia ocellata ssp. ocellata
- Euphorbia ocellata ssp. rattanii (S.Watson) Oudejans 1989

Sinonimia
- Chamaesyce ocellata (Durand & Hilg.) Millsp. (1916).
- Euphorbia ocellata var. typica L.C.Wheeler (1936), nom. inval.[5][6]